# Gliese 656
Gliese 656 (GJ 656 / HD 154577 / HIP 83990) es una estrella de magnitud aparente +7,41. Está encuadrada en la constelación de Ara, el altar, y se encuentra a 44,6 años luz del sistema solar.
Gliese 615 se encuentra a 6,1 años luz de ella.
Gliese 656 es una enana naranja de tipo espectral K2.5Vk, una estrella de la secuencia principal que obtiene su energía a partir de la fusión del hidrógeno.
Más fría que el Sol —su temperatura superficial es de 4881 K—, brilla con una luminosidad equivalente al 22% de la luminosidad solar.
De características físicas similares a las de ε Indi o 61 Cygni A, tiene el 69% de la masa solar y su diámetro corresponde al 68% del que tiene el Sol.
Si bien parece ser una estrella más antigua que el Sol, no existe consenso en cuanto a su edad; mientras un estudio señala una edad de 4960 millones de años —casi 400 millones de años más que el Sol—, otro aumenta esta cifra hasta los 6600 millones de años.
Gliese 656 muestra un índice de metalicidad muy bajo ([Fe/H] = -0,56), siendo su contenido metálico —entendiendo por metales aquellos elementos más pesados que el helio— igual al 28% del solar.
Metales como sodio, níquel y hierro son mucho más escasos que en nuestra estrella; como ejemplo, la abundancia de este último elemento es sólo un 20% de la existente en el Sol.
Asimismo, no se ha detectado exceso en el infrarrojo que pudiera indicar la presencia de un disco circunestelar de polvo.